# Ordériz
Ordériz es un lugar español del municipio de Iza, perteneciente a la Comunidad Foral de Navarra.

## Toponimia
El lugar es conocido como Orderitz en euskera.

## Historia
Hacia mediados del siglo XIX, el lugar, ya por entonces perteneciente a Iza, tenía contabilizada una población de 24 habitantes. Aparece descrito en el duodécimo volumen del Diccionario geográfico-estadístico-histórico de España y sus posesiones de Ultramar de Pascual Madoz con las siguientes palabras:

ORDERIZ: l. del ayunt. y cendea de Iza, en la prov. y c. g. de Navarra, aud. terr., dióc. y part. jud. de Pamplona (2 1/2 leg.). sit. en llano al NO. de la cendea, con clima húmedo y frio: tiene 5 casas; igl. parr. dedicada á San Salvador, y servida por un cura que lo es tambien de Ariz, de cuya parr. es anejo. El térm. confina: N. Atondo; E. Aldaba; S. Aldaz-Echevacoiz, y O. Ariz: es de corta estension; y como pasa por sus inmediaciones uno de los brazos del r. Arga, el terreno es bastante productivo. caminos: locales. El correo se recibe por el balijero de la cendea. prod.: granos y menuceles; cria algun ganado y poca caza de perdices. pobl.: 5 vec. 24 alm., aunque los datos oficiales solo le dan 13 alm. riqueza: con la cendea (V. su art.).
(Madoz, 1849, p. 299)

En 2023, la entidad singular de población tenía empadronados 0 habitantes.